# Tesla Boy
Tesla Boy — російський електропоп-гурт, який виконує пісні англійською мовою. Створений у серпні 2008 року Антоном Севідовим. Критики відносять творчість групи до хвилі вісімдесятницького відродження, що набрав обертів наприкінці нульових. Tesla Boy була визнана кращим російським гуртом 2009 року за версією порталу Lookatme.ru та відкриттям 2009 року серед російських артистів за версією радіо MAXIMUM. Колектив двічі ставали кращою російською групою. Лідером колективу та єдиним учасником гурту, який перебуває у його складі з моменту заснування є Антон Севідов.

## Історія гурту

### 2007—2011
Після розпуску гурту Неонафт у 2007 році, у його лідера та засновника Антона Севідова накопичилося багато нових пісень, які він почав записувати. Тоді Антон жив в старому сталінському будинку на 2 поверсі над трансформаторної будкою. Прийшовши в гості приятель одного разу пожартував, що у Антона особливі відносини з електрикою, і це впливає на його музику, а також порівняв артиста з Ніколою Тесла. Тому Антон назвав одну з пісень «Tesla Boy», після чого записав її демо, а також демо пісень «Fire» та «Electric Lady».
За рік до Севідова приєднався басист Дмитро Губницький. Вони вперше виступили дуетом на вечірці на кораблі, куди їх запросив друг Антона та попросив виконати наживо їх композиції. Оскільки для виступу на даному заході потрібно було назва групи, Антон та Дмитро вибрали Tesla Boy у цій іпостасі. Того ж літа вони виступали на виставках фотографа Джабаха Кахадо та Даші Ястребової. Восени до колективу приєднався барабанщик Борис Ліфшиц, з яким Антон грав разом у гурті Неонавт. Спочатку група дала кілька невеликих концертів, а пізніше у клубі «Mio» пройшов перший відкритий концерт, після якого про Tesla Boy дізналося багато людей і написав популярний західний блог про музику Valerie. Чорновий демо-запис з п'яти треків з'явився у мережі у 2008 році, а після цього групі надійшла пропозиція від британського лейблу Mullet Records випустити міні-альбом. «Tesla Boy EP» з'явився у мережі взимку 2009 року. Офіційний реліз відбувся у вересні того-ж року, а трохи пізніше — добірка реміксів «The Tesla Boy EP Remixed». Цей запис одразу-ж привернув увагу профільних музичних порталів та блогів - серед яких The Music Fix (UK), Valerie (FR), Discodust (DE), Prefixmag (US), Pop Justice (UK), Obscure Sound (US) та ін. За цим послідували численні концерти на клубних майданчиках Москви, Санкт-Петербургу, Києва та Риги, а також на трьох російських фестивалях актуальної музики: Пікнік Афіші, Stereoleto та MIGZ. У листопаду то-го-ж 2009 року на лейблі Mullet Records було випущено сингл «Electric Lady».
З початку 2010 року колектив активно почав гатролювати по Росії та СНД. Наприкінці весни - на початку літа колектив випустив свій перший студійни альбом «Modern Thrills» та виступив на фестивалях EXIT та Insomnia. Колектив знову виступив на фестивалях Пікнік «Афіші» і EXIT в Сербії разом c Midnight Juggernauts. У цей саме час Tesla Boy перетворилася на квартет, об'єднавшись із гітаристом Костянтином Похваліним (псевдонім - Poko Cox), котрий згодом став повноправним учасником Tesla Boy. У цей період колектив окрім свого матеріалу виконував й теми гітариста. Приблизно тоді-ж, восени, гурт покинув барабанщик Борис Ліфшиц і його замінив Михайло Студніцин.
У 2011 році Tesla Boy вирушили в тур по Скандинавії (Швеція, Фінляндія) і випустили сингл «In Your Eyes» на французькому лейблі Kitsuné. Також колектив виступав разом з групою Hurts під час їхнього туру по Росії.

### 2012—2014
У квітні 2012 року гурт залишили бас-гітарист та співавтор Севідова Дмитро Мідборн та гітарист Poco Cox, на зміну яким прийшли Леонід Затагін та Стас Астахов (псевдонім - Pioneerball) відповідно.Того-ж року група поїхала на гастролі до Нью-Йорку, де виступила в Webster Hall і на фестивалі Full Moon. У травні журнал VICE презентував сингл «Fantasy», а у вересні - кліп на нього. В цьому ж році - взимку, вийшов ще один сингл «Split», кліп на який зняли у Нью-Йорку режисером Андрієм Краузовим. Трохи пізніше, у березні 2013 році світ побачив черговий сингл «1991»,  а у травні - другий студійний альбом «The Universe Made Of Darkness» та одразу-ж міцно закріпився у топах iTunes Росії, США, Мексики та Європи. Три презентаційних концерти в Москві, Санкт-Петербурзі та Києві зібрали в цілому більше 15 тисяч фанатів групи. Альбом добре був прийнятий музичними критиками та блогерами. На підтримку платівки Севідов з групою вирушили на гастролі: двічі за рік у Мексику, а також у великий тур по США у вересні. У серпні 2013 року було презентовано відеокліп на четвертий сингл з альбому «Undetected», а у листопаді - на п'ятий «Broken Doll» в дуеті з виконавцем Tyson.
У 2014 році на хвилях радіостанції Megapolis FM стартувало щотижневе Tesla Boy Radio Show, в якому Антон Севідов і Леонід Затагін ділилися зі слухачами улюбленою музикою і власними релізами. У липні світ побачив черговий сингл «Strong», а у вересні - платівку з "нічними" реміксами на останній альбом «The Universe Made Of Darkness», на підтримку якої Tesla Boy організували "нічний" тур (анг. NIGHT TOUR) 11 містами, в кожному з яких зібрали повні зали.
Окрім регулярних виступів у Росії, Tesla Boy виступали на зарубіжних фестивалях, таких як Escapemusicfest, Mysteryland в США, AIM Festival в Канаді та інших.

### 2015—2017
У 2015 році у Tesla Boy був в роботі майже записаний третій студійний альбом, проте Антон Севідов витер запис і група почала працювати над новим матеріалом із новим звучанням. У перерві в роботі над новим звучанням, Tesla Boy вперше відіграли повністю акустичний концерт У Санкт-Петербурзі.
Після цього, навесні 2016 року вийшов сингл «Nothing», що став ознаменуванням нового витку у розвитку стилю групи. Тоді-ж у березні на офіційному YouTube-каналі колективу було викладедено кліп на пісню . Наприкінці року гурт вирушили в міні-тур по чотирьох містах США (Лос-Анджелес, Сан-Франциско, Портленд та Сіетл). Наприкінці 2016 року у грудні колектив презентував новий сингл «Circles».
У 2016 році колектив дав великий концерт у Гоголь-Центрі 20 березня, де представив нову програму, а влітку тогоріч представив новий міні-альбом під назвою «Moses», випущений на лейблі Gorby.
На початку 2017 року світ побачив ще один неальбомний сингл - «Avoid» .

### 2018—наш час
Навесні 2018 року Антон Севідов припинив співробітництво із Леонідом Затагіним та Стасом Астаховим, після чого, протягом приблизно півроку працював над новим матеріалом, залучивши до складу нових музикантів - гітариста Ігоря Грибова та саксофоніста Ігоря Тена. Дебютний виступ нового складу відбувся 11 серпня Perelman Fest у Москві . Із оновленим складом група виступила на сцені з ще двома музикантами - бас-гітаристом Петром Дольским та перкусіоністом Іллею Казанцевим ! У вересні світ побачив новий сингл «Compromise», а за місяць - третій студійний альбом «Remedy». Ця робота ознаменувала собою ще більший відхід від ранніх робіт колективу, розпочатий ще на попередньому EP - «Moses». Презентацію нового матеріалу було призначено на 19 квітня 2019 року у московському клубі ГЛАВCLUB, який буде записуватись для подальшого видання у вигляді live-концерту.
Наприкінці березня Антон Севідов анонсував через свій офіційний акаунт в Instagram, що ведеться робота над перешим російськомовним синглом гурту Tesla Boy. Реліз синглу «Холод уйдет» відбувся 5 квітня. За декілька днів після цього, в офіційній спільноті гурту стало відомо, щр гурт покинув барабанщик Михайло Студніцин. Зі слів Севідова, причиною такого вчинку стало те, що музикант в останній час грав паралельно у двох гуртах, оскільки кількість останніх концертів його основного колективу перестала його влаштовувати з фінансової точки зору. Також стало відомо, що на час концерту 19 квітня, місце барабанщика займе Борис Ліфшиц - учасник першого складу гурту з 2008 по 2010 та згодом гурту Би-2. Трохи згодом після прем'єри «Холод уйдет» стало відомо про реліз першого російськомовного альбому. Презентацію платівки «Андропов» намічено на квітень 2020 року, але її перенесли через пандемію коронавірусу до листопада 2020 року.

## Склад
Поточний склад
- Антон Севідов — вокал, клавішні, програмування, продюсування, аранжування, автор пісень та слів (2008-наш час)
- Борис Ліфшиц — ударні (2008-2010, 2019-наш час)
- Ігор Грибов — гітара, клавішні (2018-наш час)
- Ігор Тен — саксофон, клавішні (2018-наш час)
- Петро Дольский — бас-гітара (2018-наш час)
- Ілля Казанцев — перкусія (2018-наш час)

Колишні учасники
- Дмитро Мідборн — бас-гітара, автор музики (2008-2012)
- Костянтин Похвалін (Poko Cox) — гітара, бек-вокал (2010-2012)
- Борис Ліфшиц — ударні (2008-2010)
- Леонід Затагін — бас-гітара (2012-2018)
- Стас Астахов (Pioneerball) — гітара, клавішні (2013-2018)
- Михайло Студніцин — ударні, бек-вокал (2010-2019)

## Дискографія
Студійні альбоми (LP)
- Modern  Thrills (2010)
- The Universe is Made of Darkness (2013)
- Remedy (2018)
- Андропов (2020)

Міні —альбоми (EP)
- The Tesla Boy EP (2009)
- Moses EP (2016)

Сингли
| Дата | Назва                       | LP / EP                           | Лейбл          |
| ---- | --------------------------- | --------------------------------- | -------------- |
| 2009 | Electric Lady               | The Tesla Boy EP / Modern Thrills | Mullet records |
| 2010 | Liberating Soul             | Modern Thrills                    | Mullet records |
| 2010 | Thinking Of You             | Modern Thrills                    | Mullet records |
| 2011 | Rebecca                     | Modern Thrills                    | Mullet records |
| 2011 | In Your Eyes                |                                   | Kitsuné        |
| 2012 | Fantasy                     | The Universe is Made of Darkness  | Gorby          |
| 2012 | Split                       | The Universe is Made of Darkness  | Gorby          |
| 2013 | 1991                        | The Universe is Made of Darkness  | Gorby          |
| 2013 | Undetected                  | The Universe is Made of Darkness  | Gorby          |
| 2013 | Broken Doll (дует із Tyson) | The Universe is Made of Darkness  | Gorby          |
| 2014 | Strong                      |                                   | Gorby          |
| 2015 | Fantasy (Studio Live)       |                                   | Anton Sevidov  |
| 2016 | Nothing                     |                                   | Gorby          |
| 2016 | Circles                     | Moses EP                          | Gorby          |
| 2017 | Avoid                       |                                   | Gorby          |
| 2018 | Compromise                  | Remedy                            | Anton Sevidov  |
| 2019 | Холод уйдет                 |                                   | Anton Sevidov  |